# Paul D. Harkins

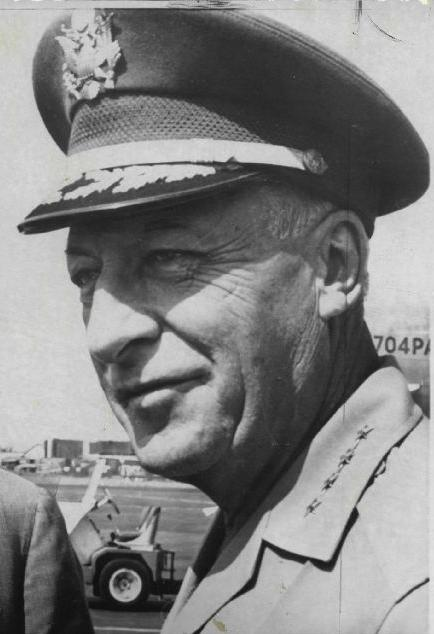
Paul D. Harkins

Paul Donal Harkins (* 15. Mai 1904 in Boston, Massachusetts; † 21. August 1984 in Dallas, Texas; auch Paul Donald Harkins) war ein General der United States Army. Er war unter anderem Kommandeur der amerikanischen Truppen im Vietnamkrieg.
Paul Harkins war ein Sohn des Journalisten Edward Francis Harkins und dessen Frau Mary E. Kelly. Im Jahr 1922 trat er als einfacher Soldat der Kavallerie der Massachusetts National Guard bei. In den Jahren 1925 bis 1929 durchlief er die United States Military Academy in West Point. Nach seiner Graduation wurde er als Leutnant der Kavallerie zugeteilt. In der Armee durchlief er anschließend alle Offiziersränge vom Leutnant bis zum Vier-Sterne-General.
Im Lauf seiner militärischen Karriere absolvierte Harkins verschiedene Kurse und Schulungen. Dazu gehörten unter anderem eine Reiterausbildung bei der Cavalry School in Fort Riley und das Command and General Staff College in Fort Leavenworth.
In seinen jüngeren Jahren absolvierte er den für Offiziere in den niederen Rangstufen üblichen Dienst in verschiedenen Einheiten und Standorten. Für einige Jahre war er Lehrer an der Cavalry School. Im Jahr 1939 kommandierte er eine Kompanie des 3. Kavallerieregiments, das damals noch eine berittene Einheit und noch keine Panzereinheit war und vom späteren General George S. Patton kommandiert wurde. Nach seinem Studium am Command and General Staff College gehörte Harkins dem Stab der 1. Brigade der 1. Kavalleriedivision an. Mit dieser Einheit nahm er an umfangreichen Manövern unter anderem in Louisiana teil. Dort sollten verschiedene amerikanische Einheiten auf einen möglichen Kriegseinsatz im drohenden Zweiten Weltkrieg vorbereitet werden.
Nach dem amerikanischen Eintritt in den Zweiten Weltkrieg diente Harkins für kurze Zeit im Stab der 2. Kavalleriedivision, die damals ebenfalls von Patton kommandiert wurde. In der Folge gehörte er dem Stab Pattons an. Er war Mitglied im Planungsstab für die Landung der Alliierten in Nordafrika und später auch einer der Planer für die Landung auf Sizilien. Im weiteren Verlauf wurde er Stabsoffizier bei der 3. Armee, die ebenfalls unter Pattons Kommando stand. Dabei war er auch an der Abwehr der deutschen Ardennenoffensive beteiligt. In der Folge marschierte er mit der 3. Armee bis weit nach Deutschland vor.
Später gehörte Paul Harkins der 15. Armee an, die Besatzungsaufgaben in Deutschland wahrnahm und zwischen dem 21. Oktober und dem 21. Dezember 1945 wiederum von General George Patton befehligt wurde. Nach dessen Unfalltod eskortierte Harkins dessen Witwe zurück in die Vereinigten Staaten.
Zwischen 1946 und 1951 gehörte Paul Harkins dem Stab der Militärakademie in West Point an. Dabei stieg er bis zum Führungsoffizier der dortigen Kadetten auf. Während seiner dortigen Amtszeit wurde ein Betrugsskandal unter den Kadetten des Footballteams aufgedeckt. Harkins verfolgte die Aufklärung des Falles rigoros und verwies 90 Kadetten wegen direkter Beteiligung an den Straftaten und/oder wegen stillschweigenden Mitwissens von der Akademie. Im Jahr 1951 wurde er zum Leiter der Stabsabteilung G3 (Operationen und Planungen) im Heeresministerium ernannt. Ein Jahr später erreichte er mit seiner Beförderung zum Brigadegeneral die Generalsränge im regulären US-Heer.
Im Jahr 1953 wurde er unter Beförderung zum Generalmajor Stabschef der 8. Armee und damit direkt in den Koreakrieg eingebunden. Danach erhielt er das Kommando über die ebenfalls im Koreakrieg eingesetzte 45. Infanteriedivision. Nachdem diese Division im Jahr 1954 in die Vereinigten Staaten zurückverlegt wurde, bekam er das Kommando über die 24. Infanteriedivision, das er zwischen März und Juli 1954 innehatte. Diese Division war abwechselnd in Japan und Südkorea stationiert.
Nach dem Ende seiner Zeit als Divisionskommandeur setzte Paul Harkins seine Offizierslaufbahn fort. Im Jahr 1957 erreichte er den Rang eines Generalleutnants. Gleichzeitig wurde er nach Izmir in die Türkei versetzt, wo er das Kommando über die dortigen NATO-Verbände (Allied Land Forces, Southeastern Europe) übernahm. Im Jahr 1960 wurde Harkins stellvertretender Kommandeur der damaligen United States Army Pacific, deren Hauptquartier in Hawaii war.
In den Jahren 1962 bis 1964 war Paul Harkins, inzwischen als Vier-Sterne-General, erster offizieller Oberkommandierender des Military Assistance Command, Vietnam und damit formell Befehlshaber des US-Militärs im Vietnamkrieg. Allerdings blieb sein Einfluss stets beschränkt, da er weder Kontrolle über die zugehörigen Einheiten und Operationen der United States Air Force und der United States Navy noch über die Aktivitäten der CIA in Vietnam besaß. Außerdem geriet er zwischenzeitlich in öffentliche Kritik, weil der von ihm demonstrativ verkündete Siegesoptimismus nicht mit der damaligen Wirklichkeit übereinstimmte. Hinzu kamen Fehlinformationen des Militärs über die tatsächlichen Verluste. In den Vereinigten Staaten entstanden zunehmend Zweifel an Harkins Führungsqualitäten in Vietnam. Im Jahr 1964 wurde er von William Westmoreland abgelöst. Wenig später trat Harkins in den Ruhestand.
Harkins verbrachte seinen Lebensabend in Dallas in Texas, wo er sich für Malerei begeisterte und selbst als Maler in Erscheinung trat. Er starb am 21. August 1984 und wurde auf dem Friedhof der Militärakademie in West Point beigesetzt.

## Orden und Auszeichnungen
Paul Harkins erhielt im Lauf seiner militärischen Laufbahn unter anderem folgende Auszeichnungen:
- Army Distinguished Service Medal
- Legion of Merit
- Bronze Star Medal
- Air Medal
- American Defense Service Medal
- American Campaign Medal
- European-African-Middle Eastern Campaign Medal
- World War II Victory Medal
- Army of Occupation Medal
- National Defense Service Medal
- Korean Service Medal
- Vietnam Service Medal
- Presidential Unit Citation (Südkorea)
- United Nations Service Medal Korea (UNO)
- Vietnam Campaign Medal (Südvietnam)
- Korean War Service Medal (Südkorea)